# 趙蒼唐
趙蒼唐（?—?），一作趙蒼、趙仓唐、趙仓堂，战国初年魏国人。
魏文侯十七年（前429年），魏国击败中山国，魏文侯派太子击镇守中山，以趙蒼唐为傅。趙蒼唐奉太子之命去见魏文侯，应对得体从容，辩诘得宜，很被魏文侯赏识。